# Fred Gamble (acteur)
Pour les articles homonymes, voir Gamble.
Fred Alvin Gambold, connu sous le nom de scène Fred Gamble (né le 26 octobre 1868 à Indianapolis, dans l'Indiana et mort le 17 février 1939 à Hollywood, dans le comté de Los Angeles) est un acteur de cinéma américain de la période du cinéma muet. Il est apparu dans 146 films entre 1913 et 1928. Il était parfois présenté comme Fred Gambold.

## Biographie
Né à Indianapolis, dans l'Indiana, Fred Gamble quitte sa famille, à l'âge de 15 ans, pour rejoindre un spectacle de ménestrels, commençant sa carrière d'artiste. Il joue ensuite dans le vaudeville en tant que membre du Queen City Four et se produit dans des pièces de repertory theatre (en) . En 1912, il est engagé par l'American Film Manufacturing Company, et commence l'année suivante une carrière au cinéma avec le film de Wilfred Lucas Get Rich Quick.

## Filmographie
- 1913 : Get Rich Quick de Wilfred Lucas
- 1913 : A Game of Pool (en) de Wilfred Lucas
- 1913 : Fatty pilote de course (en) (Fatty's Day Off) de Wilfred Lucas
- 1913 : The Janitor de Wilfred Lucas
- 1913 : A Stolen Identity d'Edwin August
- 1913 : How Freckles Won His Bride
- 1913 : Freckles' Fight for His Bride de Harry A. Pollard
- 1913 : What Happened to Freckles d'Edwin August
- 1913 : The Unhappy Pair d'Edwin August
- 1913 : Three Children (réalisateur inconnu)
- 1914 : Withering Roses (en) de Harry A. Pollard
- 1914 : Fooling Uncle (it) de Harry A. Pollard
- 1914 : Sally's Elopement (it) de Harry A. Pollard
- 1914 : The Greater Devotion (it) de Wallace Reid
- 1914 : Le Sacrifice (it) (The Sacrifice) de Harry A. Pollard
- 1914 : The Professor's Awakening (it) de Harry A. Pollard
- 1914 : Amour à l'Italienne (it) (Italian Love) de Harry A. Pollard
- 1914 : Fermeture à dix heures (it) (Closed at Ten) de Harry A. Pollard
- 1914 : Une jeune fille audacieuse (it) (The Girl Who Dared) de Harry A. Pollard
- 1914 : La Roue du paon (it) (The Peacock Feather Fan) de Harry A. Pollard
- 1914 : Retribution (it) de Harry A. Pollard
- 1914 : Mlle. La Mode (it) de Harry A. Pollard
- 1914 : The Man Who Came Back de Henry Harrison Lewis
- 1914 : A Flurry in Hats (it) de Harry A. Pollard
- 1914 : Eugenics Versus Love (it) de Harry A. Pollard
- 1914 : The Courting of Prudence (it) de Harry A. Pollard
- 1914 : Jane, the Justice (it) de Harry A. Pollard
- 1914 : Le Mari de Nancy (it) (Nancy's Husband) de Harry A. Pollard
- 1914 : The Dream Ship (it) de Harry A. Pollard
- 1914 : The Tale of a Tailor (it) de Harry A. Pollard
- 1914 : Via the Fire Escape (it) de Harry A. Pollard
- 1914 : The Other Train (it) de Harry A. Pollard
- 1914 : A Joke on Jane (it) de Harry A. Pollard
- 1914 : A Midsummer's Love Tangle de Harry A. Pollard
- 1914 : A Suspended Ceremony de Harry A. Pollard
- 1914 : Suzanna's New Suit de Harry A. Pollard
- 1914 : The Silence of John Gordon de Henry Harrison Lewis
- 1914 : Susie's New Shoes de Harry A. Pollard
- 1914 : The Only Way de Harry A. Pollard
- 1914 : Winsome Winnie (réalisateur inconnu)
- 1914 : Dad and the Girls de Frank Cooley
- 1914 : A Rude Awakening (réalisateur inconnu)
- 1914 : The Tightwad (réalisateur inconnu)
- 1914 : When Queenie Came Back de Harry A. Pollard
- 1914 : As a Man Thinketh de Frank Cooley
- 1914 : Limping Into Happiness (réalisateur inconnu)
- 1914 : Her Younger Sister de Frank Cooley
- 1914 : Brass Buttons de William Desmond Taylor
- 1915 : In the Vale of Sorrow de Frank Cooley
- 1915 : The Spirit of Giving de Frank Cooley
- 1915 : Which Would You Rather Be? de Frank Cooley
- 1915 : Mrs. Cook's Cooking de Frank Cooley
- 1915 : The Happier Man de Frank Cooley
- 1915 : The Constable's Daughter de Frank Cooley
- 1915 : The Haunting Memory de Frank Cooley
- 1915 : The Doctor's Strategy de Frank Cooley
- 1915 : When the Fire Bell Rang de Frank Cooley
- 1915 : The First Stone de Frank Cooley
- 1915 : Persistence Wins de Frank Cooley
- 1915 : Oh, Daddy! de Frank Cooley
- 1915 : No Quarter de Frank Cooley
- 1915 : The Face Most Fair de Frank Cooley
- 1915 : The Girl from His Town de Harry A. Pollard
- 1915 : A Yankee from the West de George Siegmann
- 1915 : A Polar Romance de Jay Hunt
- 1916 : The Terrible Turk de Louis Chaudet
- 1916 : A Silly Sultan de Louis Chaudet
- 1916 : Model 46 de Louis Chaudet
- 1916 : With the Spirit's Help de Louis Chaudet
- 1916 : When the Spirits Fell de Louis Chaudet
- 1916 : Love and a Liar de Louis Chaudet
- 1916 : A Political Tramp de Louis Chaudet
- 1916 : Knights of a Bathtub de Louis Chaudet
- 1916 : How Do You Feel? de Louis Chaudet
- 1916 : The White Turkey de Louis Chaudet
- 1916 : Pass the Prunes de Louis Chaudet
- 1916 : Two Small Town Romeos de Louis Chaudet
- 1916 : Billy the Bandit de John Steppling
- 1916 : It Sounded Like a Kiss de Louis Chaudet
- 1916 : Pretty Baby (it) de Louis Chaudet
- 1917 : Why, Uncle! de Louis Chaudet
- 1917 : His Wife's Relatives de Louis Chaudet
- 1917 : A Hasty Hazing de Louis Chaudet
- 1917 : When the Cat's Away de Louis Chaudet
- 1917 : Shot in the West de Louis Chaudet
- 1917 : Mixed Matrimony de Louis Chaudet
- 1917 : Under the Bed de Louis Chaudet
- 1917 : The Home Wreckers de Louis Chaudet
- 1917 : What a Clue Will Do de Louis Chaudet
- 1917 : Tell Morgan's Girl de Louis Chaudet
- 1917 : Jilted in Jail de Roy Clements
- 1917 : The War Bridegroom de Roy Clements
- 1917 : Poor Peter Pious de Louis Chaudet
- 1917 : A Dark Deed de Louis Chaudet
- 1917 : Seeing Things de Louis Chaudet
- 1917 : Married by Accident de Roy Clements
- 1917 : The Love Slacker de Roy Clements
- 1917 : The Rushin' Dancers de Louis Chaudet
- 1917 : Move Over de Roy Clements
- 1917 : Looking 'Em Over de Louis Chaudet
- 1917 : Taking Their Medicine de Roy Clements
- 1917 : Pete, the Prowler de Louis Chaudet
- 1917 : Hot Applications de Roy Clements
- 1917 : Wild and Woolly Women de Roy Clements
- 1917 : A Fire Escape Finish de Harry Edwards
- 1917 : The Shame of a Chaperone de Harry Edwards
- 1918 : A Broadway Scandal de Joseph De Grasse
- 1918 : Bad News de Eddie Lyons et Lee Moran
- 1918 : The Extra Bridegroom de Eddie Lyons et Lee Moran
- 1918 : Please Hit Me de Eddie Lyons et Lee Moran
- 1919 : Up the Flue de Eddie Lyons et Lee Moran
- 1919 : Oh! Ethel! de George Burton
- 1919 : Three in a Closet de Eddie Lyons et Lee Moran
- 1919 : Taking Things Easy de Harry Edwards
- 1919 : All in the Swim de Eddie Lyons et Lee Moran
- 1919 : The Woman Under Cover de George Siegmann
- 1919 : Tick Tock Man de Eddie Lyons et Lee Moran
- 1920 : The Screaming Shadow de Ben F. Wilson et Duke Worne
- 1920 : Officer, Call a Cop de Eddie Lyons et Lee Moran
- 1920 : Stop That Shimmy de Eddie Lyons et Lee Moran
- 1920 : Oiling Uncle de Eddie Lyons et Lee Moran
- 1920 : Bullet Proof de Lynn Reynolds
- 1920 : La La Lucille de Eddie Lyons et Lee Moran
- 1920 : La Ruée (Homespun Folks) de John Griffith Wray
- 1920 : The Secret Gift de Harry L. Franklin
- 1920 : Fixed by George de Eddie Lyons et Lee Moran
- 1921 : Passing Through de William A. Seiter
- 1921 : Love Never Dies de King Vidor
- 1922 : Boy Crazy de William A. Seiter
- 1922 : Hope de Legaren à Hiller
- 1922 : Golf de Tom Buckingham et Larry Semon
- 1922 : The Firebrand (en) d'Alan James
- 1923 : The Virginian (en) de Tom Forman
- 1923 : Black Oxen de Frank Lloyd
- 1924 : The Tornado de King Baggot
- 1925 : La Comtesse Voranine (A Woman of the World) de Malcolm St. Clair
- 1925 : Tonio, Son of the Sierras de Ben F. Wilson
- 1925 : Le Fils de la prairie (Tumbleweeds) de King Baggot et William S. Hart
- 1926 : L'Oiseau noir (The Blackbird) de Tod Browning
- 1926 : Born to Battle de Robert De Lacey
- 1926 : Chasing Trouble de Milburn Morante
- 1926 : The Fighting Stallion de Ben F. Wilson
- 1927 : The Red Mill de Roscoe Arbuckle
- 1928 : Laddie Be Good d'Alan James
- 1928 : Painted Post de Eugene Forde
- 1928 : Le Talion (West of Zanzibar) de Tod Browning